# Општина Тетоју (Валча)
Тетоју (рум. Tetoiu) општина је у Румунији у округу Валча.
Oпштина се налази на надморској висини од 238 m.